# 594913 Айлочахнім
594913 ꞌAylóꞌchaxnim — навколоземний астероїд, відкритий в рамках огляду Zwicky Transient Facility Паломарської обсерваторії 4 січня 2020 року. Про відкриття було оголошено 8 січня 2020 року. Це перший відкритий астероїд, орбіта якого повністю лежить всередині орбіти Венери. В афелії астероїд віддаляється від Сонця не більше ніж на 0,654 а.о., а перигелій Венери становить 0,718 а.о. За оцінками діаметр астероїда складає близько 2 км.
[джерело?]
Формально астероїд належить до групи Атіри (його орбіта повністю лежить всередині орбіти Землі), але оскільки, на відміну від інших астероїдів групи Атіри, орбіта 2020 AV2 повністю лежить всередині орбіти Венери, то об'єкт вирішили віднести до підкласу Ватіри (скорочення від назв Венера і Атіри)[джерело?].
Назва астероїда («ꞌAylóꞌchaxnim») походить із мови індіанців Pauma Band of Luiseño, на землях яких стоїть гора Паломар. Дослівно означає «Венера-дівчина».

## Орбіта й класифікація

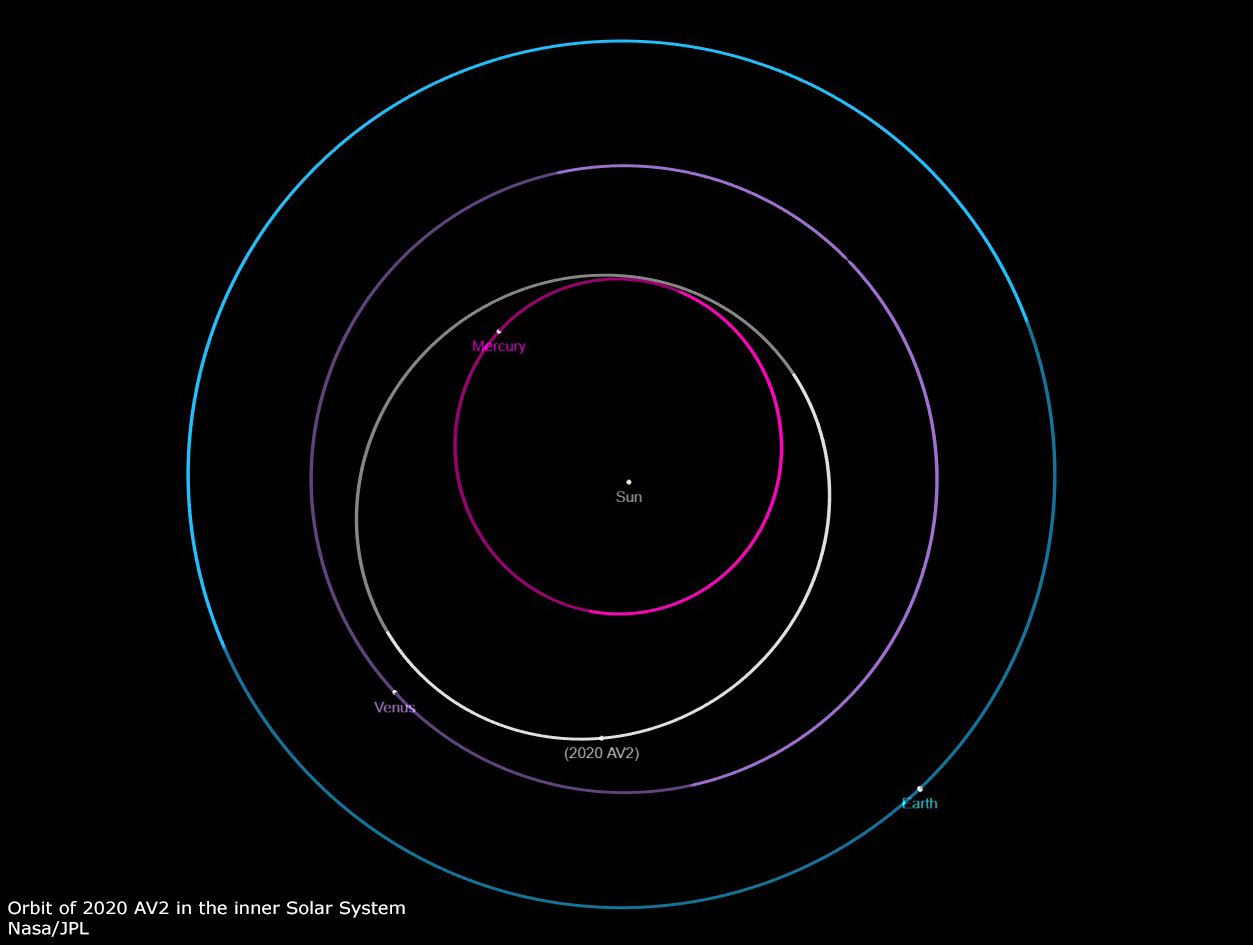
Схема орбіти ꞌAylóꞌchaxnim

Внаслідок короткої дуги спостереження орбіта астероїда відома з високою невизначеністю, параметр невизначеності дорівнює 9. Астероїд обертається навколо Сонця з періодом близько 145,65 доби (0,41 року), велика піввісь орбіти дорівнює приблизно 0,56 а.о. ꞌAylóꞌchaxnim має найменшу велику піввісь серед відомих астероїдів . Орбіта астероїда слабо витягнута, до Сонця він підходить не ближче ніж на 0,46 а.о., це трохи менше афелію Меркурія — 0,467 а.о. . Орбіта ꞌAylóꞌchaxnim нахилена відносно площини екліптики на 15,9 градусів.
Більшість навколоземних астероїдів, що проходять в області Ватіри, повинні мати нестійкі орбіти внаслідок частих гравітаційних збурень з боку Венери і Меркурія. Очікується, що лише декілька орбіт в цій області можуть виявитися стійкими . На основі проведеного в 2012 році дослідження розподілу орбіт навколоземних астероїдів була отримана оцінка часу існування орбіт в області Ватіри, що становить близько кількох сотень тисяч років . В області Ватіри орбіти астероїдів схильні до резонансу Лідова — Козаї, при якому орбіти коливаються по відстані, орієнтації і ексцентриситету на масштабах часу близько мільйонів років. У результаті астероїди групи Ватіри можуть переходити в клас Атіри, і навпаки. Незважаючи на те, що резонанс може призводити до руйнування орбіт нових астероїдів групи Ватіри, він може посилювати стійкість незбурених астероїдів Ватір. Динамічно нестійкі Ватіри згодом можуть зіткнутися з Венерою або ж їх орбіти можуть змінитися таким чином, що астероїди наблизяться на занадто малу відстань до Сонця .

## Фізичні характеристики
2020 AV2 за оцінками має стандартну зоряну величину (H) близько 16,3, але ця оцінка має високу невизначеність. Центр малих планет надає величину 16,5 як точнішу оцінку. Альбедо 2020 AV2 на початок січня 2020 року не було визначено. Діаметр передбачається більше, ніж 1 км.
[джерело?]